# Hans Kahle (Parteifunktionär)

5 Pfennig-Sondermarke der DDR-Post 1966 mit Hans Kahle als Spanienkämpfer

Hans Kahle (* 22. April 1899 in Charlottenburg (bei Berlin); † 1. September 1947 in Ludwigslust) war ein deutscher KPD- und SED-Funktionär, Interbrigadist, Journalist und Chef der Volkspolizei in Mecklenburg.

## Leben
Hans Kahle war ein Sohn des kaiserlichen Geheimen Oberregierungsrats Karl Kahle. Er besuchte das Gymnasium in Charlottenburg und seit 1913 die Preußische Hauptkadettenanstalt in Lichterfelde, um Berufsoffizier zu werden. Von 1917 bis 1918 kämpfte er als Fähnrich, später als Leutnant im Ersten Weltkrieg und geriet im Juli 1918 in französische Kriegsgefangenschaft, aus der er im Februar 1920 entlassen wurde.
Nach dem Krieg begann er eine kaufmännische Lehre und besuchte die Handelshochschule Berlin. Von 1921 bis 1926 war er kaufmännischer Angestellter in Mexiko, 1927 kehrte er nach Deutschland zurück und wurde als Journalist tätig.
Seit 1928 war er Mitglied der Kommunistischen Partei Deutschlands (KPD). Von 1930 bis 1933 arbeitete er als Redakteur, später als Verlagsleiter der Wochenzeitschrift Arbeiter-Sender und als Vorsitzender des Freien Radio-Bundes sowie als Mitarbeiter des Militär-Apparats der KPD. Im April 1933 emigrierte er in die Schweiz, wo er in Zürich um politisches Asyl nachsuchte. Kahle wurde als politischer Flüchtling anerkannt, musste die Schweiz aber ein Jahr später wieder verlassen, weil er Auflagen der Behörden missachtet hatte. Er gelangte nach Frankreich. Dort war er als Journalist tätig, z. B. als Redakteur der Zeitschrift Tribunal und organisierte für die Internationale Rote Hilfe in Spanien Hilfsaktionen für die Verfolgten des asturischen Bergarbeiteraufstands. 1936 arbeitete er in Paris im Organisationskomitee der Internationalen Brigaden in Spanien, bis er im Oktober selbst nach Spanien fuhr. Dort kämpfte er bis 1938 im Spanischen Bürgerkrieg auf Seiten der Republikaner in den Internationalen Brigaden. Zunächst war er Kommandeur des Edgar-André-Bataillons, ab November 1936 als Oberstleutnant Kommandeur der XI. Internationalen Brigade („Thälmann“). Ludwig Renn war sein Stabschef und Gustav Artur Dorf sein Kriegskommissar. Auch als er wegen einer Verletzung im Januar/Februar 1937 ans Bett gefesselt war und seine nach Spanien geeilte Frau Gertrud ihn pflegte, behielt er die Brigadeführung in seinen Händen. Im April 1937 wurde er zum Kommandeur der 17. Division der Volksarmee ernannt. Von Oktober 1937 bis September 1938 kommandierte er die 45. Sturmdivision, zeitweilig wurde ihm das Kommando über die gesamte Ebro-Front übertragen. Damit war er neben Wilhelm Zaisser („General Gómez“) der einflussreichste deutsche Offizier in der republikanischen Armee. Im April 1937 lernte er den Schriftsteller Ernest Hemingway kennen, als er vom Spanischen Bürgerkrieg berichtete und machte einen positiven Eindruck auf Hemingway. Kahle wurde zum Charakter als republikanischer Offizier in Hemingways Buch Wem die Stunde schlägt. Im Herbst 1938 verließ er Spanien und begab sich nach Frankreich. Im Januar 1939 wurde ihm die deutsche Staatsbürgerschaft aberkannt. Im selben Monat wurde er in Frankreich interniert. Er kam aber bald wieder frei, erhielt eine Einreiseerlaubnis für England, wo er im Februar 1939 eintraf. Von August 1939 bis 1946 gehörte er der Leitung der Organisation der KPD in Großbritannien an. Im Mai 1940 wurde er in Großbritannien als „feindlicher Ausländer“ interniert und auf die Isle of Man und später nach Kanada transportiert. Anhaltende Proteste bewirkten im November 1941 seine Freilassung, er kehrte nach London zurück und war dann als militärischer Korrespondent verschiedener Zeitungen tätig. Er war 1943 Gründungsmitglied der Bewegung Freies Deutschland in Großbritannien und Mitglied ihres Arbeitsausschusses und ihrer Exekutive.
Im Februar 1946 kehrte er nach Deutschland zurück, meldete sich in Berlin, trotz seines angegriffenen Gesundheitszustandes infolge eines Magenleidens, sofort der KPD zur Verfügung. Er bekam den Auftrag, in der Kaderabteilung der KPD-Landesleitung Mecklenburg zu arbeiten. Am 17. März 1946 wurde er schließlich zum Chef der neugeschaffenen Volkspolizei im Land Mecklenburg ernannt und im April 1946 Mitglied des Landesvorstandes der SED. Am 22. August 1947 musste er sich einer schweren Magenoperation unterziehen, die er nicht überlebte. Er starb mit 48 Jahren 1947 in Ludwigslust.

## Ehrungen
- Die Schule in Karstädt war zu DDR-Zeiten nach Kahle benannt.
- 1966 war die Sandstraße in Schwerin in Hans-Kahle-Straße umbenannt worden. Sie wurde 1991 in Sandstraße zurück benannt. Auch das Hans-Kahle-Haus, in der DDR Sitz der Bezirksbehörde der Deutschen Volkspolizei, verlor den ehrenden Namen.[3]
- Ein Gedenkstein in Karstädt sollte 2004 aus politischen Gründen entfernt werden, steht allerdings unter Denkmalschutz.
- Das Mot-Schützenregiment 27 (8. motorisierte Schützendivision) der NVA war nach ihm benannt, sowie eine VP-Bereitschaft in Neustrelitz.[4]

## Schriften
- Know your enemy !, I.N.G. Publications, London 1943 (24 S.)
- Under Stalin’s command. A review of Soviet strategy and tactics, Russia Today Society, London 1943 (43 S.)
- They plotted against Hitler. The story behind the attempt on Hitler’s life, I.N.G. Publications, London 1944 (23 S.)
- One triumphant Year. A unique survey of Red Army successes. 26. anniversary of the Red Army, Russia Today Society, London 1944 (15 S.)
- Stalin, the soldier, Metcalfe & Cooper, London 1945 (24 S.)